# Anne Willette
Anne Willette, née à Paris 17e le 21 octobre 1917 et morte à Aubagne le 15 novembre 1983, est une peintre française.

## Biographie
Anne Geneviève Willette est la fille d’Adolphe Willette, peintre et caricaturiste montmartrois, et de Charlotte Duchâteau, originaire du Berry. Elle est la petite-fille du colonel Henri-Léon Willette. 
Elle vit une enfance heureuse entre Boisroger, en Normandie, et Montmartre. Elle apprend très tôt à dessiner avec son père qui meurt quand elle a neuf ans. Elle poursuit sa scolarité au cours Duperré à Paris. En 1934, alors qu’elle n’a que quinze ans, elle épouse Charles Bihl, ingénieur des mines, dont elle a deux enfants, Marc et Luc. Après un divorce en 1945, elle se remarie en 1946 avec Philippe Courtois, radio-navigant chez Farman, dont elle a deux autres enfants, Dominique et Thierry.
À Paris, son environnement lui permet de fréquenter plusieurs ateliers de peinture où elle côtoie de nombreux représentants de l’Art moderne du début du XXe siècle. En 1941, elle entre dans celui d’Othon Friesz, un des représentants du fauvisme, où elle acquiert son goût affirmé pour la couleur et les contrastes forts. Puis de 1942 à 1948, André Lhote lui ouvre les portes de son atelier où il maintient un attachement à la peinture classique tout en étant héritier du cubisme, un mouvement artistique qui aura une grande influence sur la production picturale d’Anne Willette.  
Elle prend part au mouvement des peintres de Montparnasse et participe au Salon des indépendants. Inspirée par la nature, les émotions humaines et la lumière, ses œuvres se caractérisent par une palette chromatique riche et vibrante, aux camaïeux de bleu dominant. Les formes organiques se mêlent aux motifs géométriques, créant des compositions à la fois harmonieuses et dynamiques, illustrant ses thèmes favoris : la mer, les bateaux, la nature, le travail de l’Homme et les voyages. 
Entre 1948 et 1952, toute la famille réside en Iran pour le travail de son mari. Elle effectue une exposition de peintures à Téhéran puis réalise le Chemin de Croix en briques taillées de l’église catholique à l'école Jeanne d’Arc de Téhéran. En 1952, elle souffre de graves problèmes pulmonaires et doit rentrer en France. En 1953, la famille s’installe à Sanary-sur-Mer dans une ancienne bergerie de la campagne Sainte-Trinide qui, après restauration, est baptisée la Bastidane. Pendant douze ans, elle travaille intensément dans son atelier. Chaque été, Sainte-Trinide accueille de nombreux artiste dont son maître André Lhote avec qui perdure un lien pictural et amical sans faille. En 1952, dans une réponse au critique d’art Dezarrois, Lhote écrit : « Il y a actuellement plus de femmes talentueuses que d'hommes. Anne Willette et Aline Corbin sont les meilleures de toutes ».
Elle est sélectionnée pour le prix Blumenthal, le prix des Vickings, le prix Pacquement, le prix Othon-Friesz, le prix de l’Île-de-France, le Salon de mai, le Salon des Tuileries et le grand prix du Dôme. En 1954, l’État lui achète la toile Fenaison en Île-de-France qui se trouve aujourd’hui à l’ambassade de France en Australie. À Paris, elle expose ses œuvres à la galerie Cimaise, à la galerie Art vivant, à la galerie Camille Renault et à la galerie 9. Dans le Var, elle expose au musée d'Art de Toulon, au musée du vieux Toulon, à Hyères et au Castellet. 

En 1961, André Lhote lui rend hommage dans la préface de l’exposition du musée d’Art de Toulon : 

« Elle capte avec la plus savante et la plus pure bonne foi les oppositions colorées les plus énergétiques et les douceurs des demi-teintes les plus musicales, parcourant ainsi toutes les gammes des possibilités que l’actualité la mieux inspirée offre avec profusion aux peintres bien nés. »

En 1965, elle se sépare de Philippe Courtois, vend la bastide de Sainte-Trinide et achète un atelier d’artiste rue Bertillon près du quartier Montparnasse. Elle y ouvre une académie de peinture et commence à adhérer au Parti communiste français qu’elle ne quittera plus. Cet ancrage social fait évoluer une veine créatrice jusque-là marquée par le paysagisme abstrait vers un réalisme figuratif plus ou moins prononcé.
En 1970, elle retourne en Provence et s’établit à Aubagne où elle participe très activement à la vie culturelle. Elle installe son atelier dans le hameau de Lascours, au pied du Garlaban. En 1971, elle est sélectionnée pour le prix du portrait de l’Académie des beaux-arts. En collaboration avec le céramiste aubagnais Robert Amy, elle réalise des fresques pour les écoles d’Aubagne et pour la mairie de Roquevaire. En 1975, elle fait don de la toile L'Aubagnaise à la ville d'Aubagne.
De 1972 à 1981, elle expose au château de Saint-Ouen, à l’hôtel de ville de La Seyne-sur-Mer, à la biennale internationale d’Aix-en-Provence (musée Granet), puis à Aubagne, Marseille et Parly 2.
En plus de sa pratique personnelle, elle s’investit également dans des projets éducatifs, pour la Paix et un monde meilleur, animant des ateliers pour transmettre son savoir-faire et encourager la créativité. Cette artiste simple, à la forte personnalité, meurt à Aubagne en 1983. Ses cendres sont inhumées à Aubagne, au columbarium du cimetière des Passons. Plusieurs expositions posthumes lui rendent hommage à Aubagne. En 1998, ses toiles sont exposées à la galerie Collis de Lausanne.